# Pedomorfosi
Nell'ambito della biologia dello sviluppo, la pedomorfosi è una variazione fenotipica e/o genotipica per la quale l'adulto di una specie conserva tratti propri degli esemplari non ancora maturi. Il concetto di pedomorfosi è stato proposto per la prima volta da Walter Garstang nel 1922. I meccanismi alla base del funzionamento della pedomorfosi includono l'eterocronia.
Ci sono numerosi tipi di pedomorfosi che possono apparire indipendentemente o in combinazione:
- Neotenia, in cui lo sviluppo somatico è rallentato, risultante in una forma larvale matura sessualmente.
- Progenesi, in cui lo sviluppo è interrotto prima della piena maturità
- Sviluppo postumo, in cui l'inizio dello sviluppo è ritardato.

La pedomorfosi è comune in parecchie specie animali addomesticate dall'uomo,  come cani, polli, maiali e bovini. Si ritiene in questo caso essere un effetto collaterale della pressione selettiva conseguente agli incroci artificiali destinati alla ricerca di caratteristiche tipiche dei giovani esemplari (la mansuetudine, ad esempio).
La peramorfosi è il contrario della pedomorfosi.

## Fauna
Tra gli  esempi di pedomorfosi naturale ritroviamo numerose specie di anfibi, tra cui alcune salamandre, il proteo e le Necturus spp. Un esempio specifico di una specie anfibia che mostra pedomorfosi è la specie Ambystoma gracile. Pedomorfosi è riportata anche tra le popolazioni di termiti e numerose specie di blatte.

## Flora
La pedomorfosi è tipica di alcune piante come fenomeno di rapido adattamento in risposta a variazioni ambientali. Un esempio è la singola specie del genus Oreostylidium, che ha raggiunto la Nuova Zelanda dall'Australia. I fiori erano tipicamente associati ad una singola specie di insetto pronubo, non presente nel nuovo ambiente. Si ipotizza che, per l'assenza della pressione selettiva attribuibile all'impollinatore, ci sia stato un rapido processo evolutivo che ha permesso ai fiori di raggiungere la maturità sessuale in anticipo come piante immature, dunque contribuendo al cambiamento pedomorfico.